# Yekosofati Atoke Engur
Yekosofati Atoke Engur (* 1920 im Langi-Distrikt; † 13. Februar 1977 im State Research Bureau Center Nakasero, Kampala) war ein ugandischer Politiker und Botschafter.

## Leben
Die Mutter von Yekosofati Atoke Engur war die Schwester des Vaters von Milton Obote.
Yekosofati Atoke Engur heiratete Betty (* 1938); ihre Söhne waren Ayo und Robeson Bennazoo Otim Engur (* April 1960 in Lira Hospital).
Yokosafati Atoke Engur besuchte die Ibuje P7 Primary School, anschließend die Boroboro Secondary School in Gulu.
Von 1942 bis 1944 besuchte er die Nyakasura High School im Distrikt Kabarole.
von 1945 bis 1947 machte er eine Ausbildung zum Pharmacy Dispenser (Pharmazeutisch-kaufmännischer Angestellter) am Mulago Hospital in Lira.
1941 war er Dolmetscher im Büro des District Commissioners in Lira.
Von 1948 bis 1951 war er Pharmacy Dispenser in einer Apotheke des Uganda Protectorate.
1951 war er Gründungsmitglied der Federation of African Uganda Farmers (Bauernverband).
1952 war er nach einer Ermutigung durch Ignatius Musazi Gründungsmitglied und Vorsitzender des Uganda National Congress in Langi.
1959 war er Gründungsmitglied und Vorsitzender des Uganda People’s Congress in Langi.
1956 und von 1957 bis 1959 war er ein politischer Gefangener des Uganda Protectorate.
Von 1960 bis 1964 war er Won Nyaci (Paramount Chief) des Lango District.
Vom 1. Oktober 1964 bis Mai 1971 war er Botschafter in Moskau. Ab 1969 war er gleichzeitig Hochkommissar in Neu-Delhi.
Idi Amin putschte am 25. Januar 1971 gegen Milton Obote. Dieser wurde eingeladen, sich an der Regierungsbildung zu beteiligen. Yekosofati Atoke Engur nahm Ersatzweise das Angebot an und wurde Minister of Culture and Community Development, wodurch Obote in Nairobi bleiben konnte.
Am 10. Oktober 2010 zeichnete Yoweri Museveni Engur postum, neben Milton Obote, mit einer Independence Medaille aus, um deren Beitrag am Kampf um ein von den Briten unabhängiges Uganda zu würdigen.